# Castello di Grazzano Visconti
Das Castello di Grazzano Visconti ist eine  mittelalterliche Niederungsburg in Grazzano Visconti, einem Ortsteil der Gemeinde Vigolzone in der italienischen Emilia-Romagna.

## Geschichte
Die Ortschaft Grazzano wurde erstmalig in Dokumenten aus den Jahren um 1000 urkundlich erwähnt, mit denen einige Grundstücke dem Kloster San Savino in Piacenza geschenkt wurden.

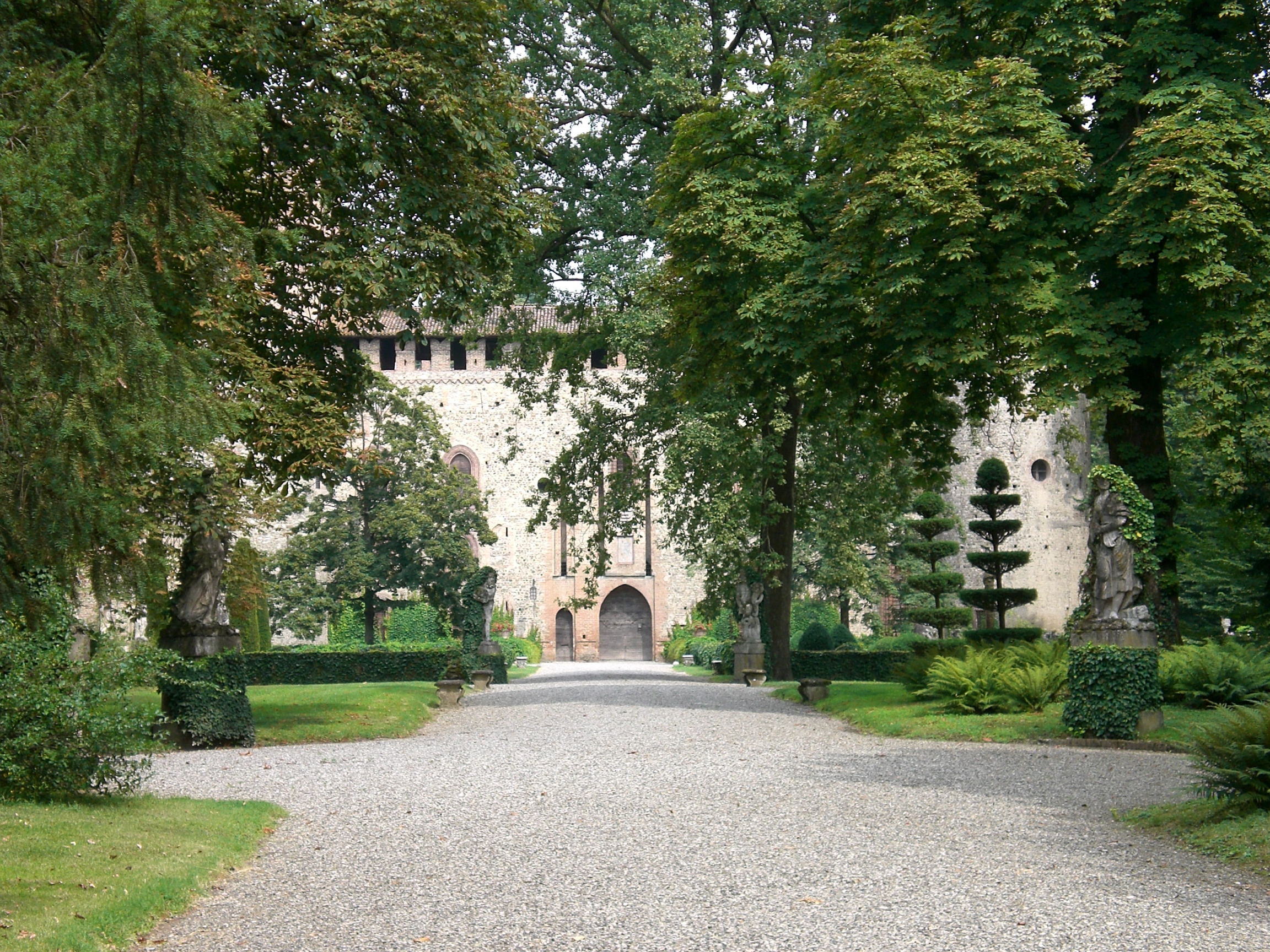
Zufahrtsstraße zur Burg

Die Burg wurde 1395 erbaut, vielleicht auf den Resten eines früheren Gebäudes, und zwar im Auftrag von Giovanni Anguissola nach der Heirat mit Beatrice Visconti, der Schwester des Herzogs von Mailand, Gian Galeazzo Visconti.
1414 wurde Bernardo Anguissola von dem künftigen Kaiser des Heiligen Römischen Reiches, Sigismund in das Castello di Grazzano investiert, und auch in die benachbarten Burgen von Riva und Montesanto und in die Dörfer Carmiano und Ponte Albarola. Trotz des kaiserlichen Aktes gelang es Anguissola wegen der Feindseligkeit des Adels von Piacenza bis 1438 nicht, seine Macht in der Gegend zu etablieren, dann schloss der Herzog von Mailand, Filippo Maria Visconti, den von Sigismund verliehenen Rechten das „Recht der Schenkung“ mit der „Macht des Messers“ an und verlieh der Stadt Piacenza die Unabhängigkeit der Rechtsprechung. Trotz weiterer Streitigkeiten und Kontroversen in den folgenden Jahren bestätigte Herzog Francesco I. Sforza den Anguissolas in Person des Giovanni Anguissola das Eigentumsrecht an dem Lehen.
1462 spielte sich nach einem Bauernaufstand gegen die Macht der Sforzas, der sich mit dem Castello di Niviano, nur wenige Kilometer von Grazziano entfernt, als Epizentrum entwickelte, in der Nähe der Burg eine Schlacht zwischen 500 von den Sforzas zur Niederschlagung des Aufstands gesandten Soldaten und den Rebellen ab. Danach wurden viele der Rebellen, darunter auch Onofrio Anguissola, gefangen genommen, wogegen der Anführer des Aufstandes, Giacomo Pelizzari, genannt „Pelloia“, zum Selbstmord gezwungen wurde.
1521 wurde Grazzano von den französischen Truppen unter der Führung des Condottiere Lautrec bis auf die Grundmauern niedergerissen und angezündet. Diesem war befohlen worden, alle mit der Familie Scotti, die eine aktive Rolle in den Schlachten gegen die Franzosen gespielt hatte, verbündeten Festungen anzugreifen, und dies trotz des Widerstandes der dem Grafen Francesco Anguissola ergebenen Truppen. 1526 wurde Grazzano von Landsknechten angegriffen.
1547 fanden in der Burg Treffen statt, die zu einer Verschwörung führten, die in der Ermordung des Herzogs Pier Luigi II. Farnese durch Giovanni Anguissola aus Grazzano gipfelte. Nachdem Giovani Anguissola im Exil in der Rolle eines Funktionärs des Kaisers Karl V. wieder konsolidiert war und seine Besitzungen, die anfangs konfisziert worden waren, wieder zurückbekommen hatte, vergab er das Gebäude und all seine mit dem Lehen verbundenen Rechte an seine Vetter, Teodosio und Alessandro Anguissola, Mitglieder des Zweiges aus Vigolzone, Folignano und San Polo der Familie Anguissola. 1599 wurde das Lehen Grazzano durch die Herzöge Farnese zur Markgrafschaft erhoben.

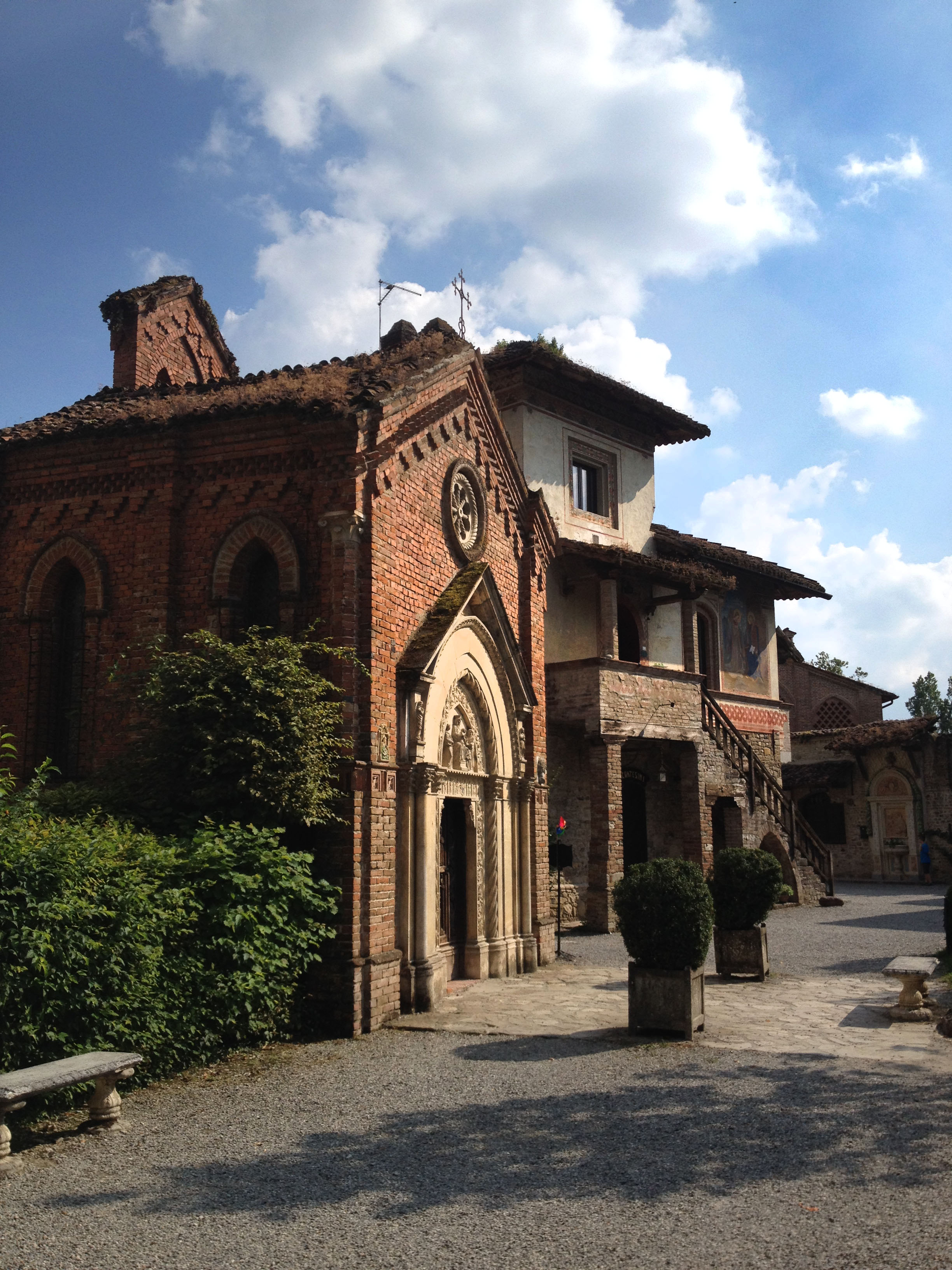
Kirchlein der Siedlung

1689 wurden an der Burg einige Arbeiten durchgeführt, deren gravierendste der Ersatz der ursprünglichen Zugbrücke durch eine modernere Brücke in Ziegelmauerwerk war.
Im 19. Jahrhundert ließ die Familie Anguissola die Burg in einen Landsitz umbauen.
In den letzten Jahren des 19. Jahrhunderts waren große Teile der Burg zu einer Ruine verfallen: Einige Wehrgänge und einige Lodges waren einsturzgefährdet und die Stabilität des gesamten Gebäudes war nicht mehr gewährleistet. Darüber hinaus waren in der Nähe der Burg bescheidene Gebäude und Ställe gebaut worden, die von örtlichen Bauern genutzt wurden.
Das Anwesen blieb in Händen der Familie Anguissola bis zum Tod des Grafen Filippo ohne Nachkommen im Jahre 1870, dann fiel es an dessen Witwe Francesca Visconti und von ihr wiederum 1883 an den Neffen Guido Visconti di Modrone.
Anfang des 20. Jahrhunderts konzipierte Giuseppe Visconti di Modrone, der Sohn von Guido, ein umfangreiches Entwicklungsprojekt mit dem Ziel, das Gebäude wieder stabil zu machen, einige seiner Eigenschaften wiederherzustellen und eine befestigte Siedlung in neugotischem und Renaissancestil in der Nähe der Burg als Ersatz für die landwirtschaftlichen Gebäude, die dort im Laufe der Zeit entstanden waren, zu erbauen. Der Herzog beauftragte den Architekten Alfredo Campanini mit dem Projekt des Umbaus der Burg und des Baus der Siedlung.
Die Bauarbeiten an der Siedlung zwischen 1905 und 1906 sahen Giuseppe Visconti in den Funktionen eines Direktors, Malers und Freskenmalers, während die Restaurierungsarbeiten an der mittelalterlichen Burg zwischen 1906 und 1908 durchgeführt wurden. Um die Burg wurde auch ein Park geschaffen.
Die Restaurierungsarbeiten wurden nach 1915 mit dem Ende der Neuordnungsarbeiten am Hauptplatz abgeschlossen, der nach dem Biscione, dem Symbol der Familie Visconti, benannt wurde. Dort wurden der zinnenbewehrte Turm, der Springbrunnen, der Brunnen aus Terrakotta und rosafarbenem Marmor und der Podestatenpalast fertiggestellt.

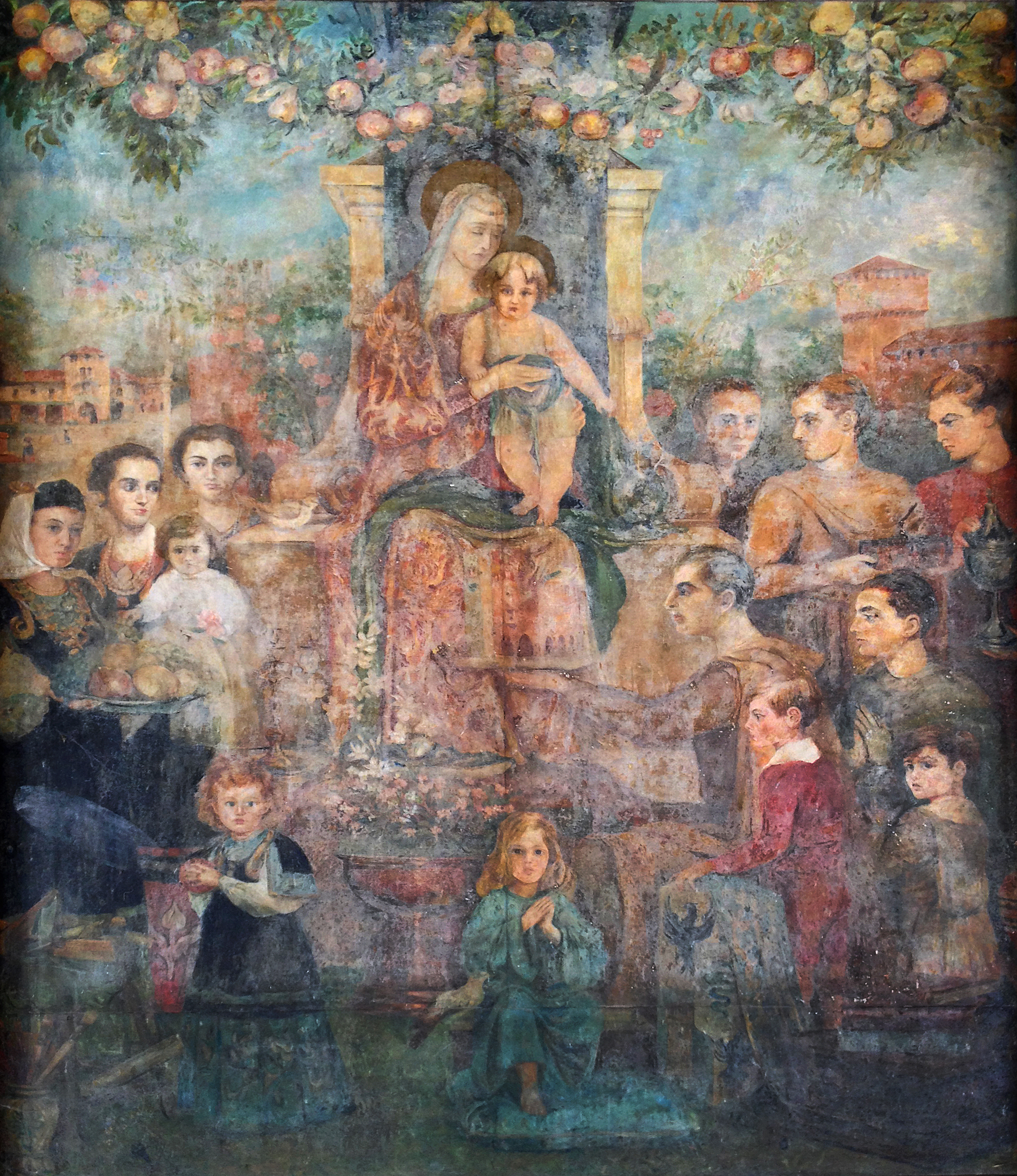
Gemälde auf Holz in der Siedlung unter den Arkaden

1937 wurde Giuseppe Visconti di Modrone von König Viktor Emanuel III. zum Herzog von Grazzano Visconti ernannt.
1986 erhielt Grazzano Visconti den Titel „Città d’Arte“ (dt.: Kunststadt) der Region Emilia-Romagna.

## Beschreibung

### Burg
Die mittelalterliche Burg hat einen rechteckigen Grundriss mit Türmen an den vier Ecken, von denen zwei zylindrische Form besitzen und zwei einen quadratischen Grundriss. Das Gebäude ist aus Stein und Mauerziegeln errichtet; der Wechsel der beiden Materialien ist nach dekorativen Gesichtspunkten mit dem Wechsel der Bänder und dem Einsatz von Terrakotta-Profilen auf dem Untergrund des Steins ausgeführt. Die Gebäude bilden drei Seiten des Komplexes, während die vierte durch eine zinnenbewehrte Mauer verschlossen ist. Im Inneren der Anlage liegt ein quadratischer Innenhof mit Vorhallen. Die Burg ist von einem Graben umgeben: Den Eingang konnte man ursprünglich über eine Zugbrücke erreichen, die 1689 ersetzt wurde und von der einige Spuren erhalten geblieben sind.
Das Gebäude wurde bei den Arbeiten, die Giuseppe Visconti di Modrone Anfang des 20. Jahrhunderts durchführen ließ, wesentlich umgebaut: Ursprünglich hatte es drei Rundtürme und einen Turm mit quadratischem Grundriss, von denen nur einer mit Zinnen versehen war, und die sich in der Höhe deutlich von denen aus dem 20. Jahrhundert unterschieden. Darüber hinaus erstreckte sich die Burg über zwei Stockwerke anstatt der drei, die sie nach den Umbauarbeiten besaß.

### Park
Die Burg ist von einem Park umgeben, der zwischen dem Ende des 19. und dem Beginn des 20. Jahrhunderts im Auftrag von Giuseppe Visconti di Modrone angelegt wurde und sich über ungefähr 120.000 m² erstreckt. Im Park finden sich sowohl heimische Baumarten, wie die Stieleiche, die Ulme, die Schwarz-Pappel, der Haselnussbaum und der Feldahorn, als auch ausländische Pflanzen, wie die Zeder, die Amerikanische Zypresse und der Bambus. Um den Park in allen Jahreszeiten möglichst gut erreichbar zu machen, ließ Visconti auch Nadelbaumarten anpflanzen, wie die schon erwähnte Zypresse, die Kiefer und die Steineiche. Unter den Bäumen finden sich auch einige über hundert Jahre alte Exemplare; der älteste ist eine über 150 Jahre alte amerikanische Platane.

### Siedlung

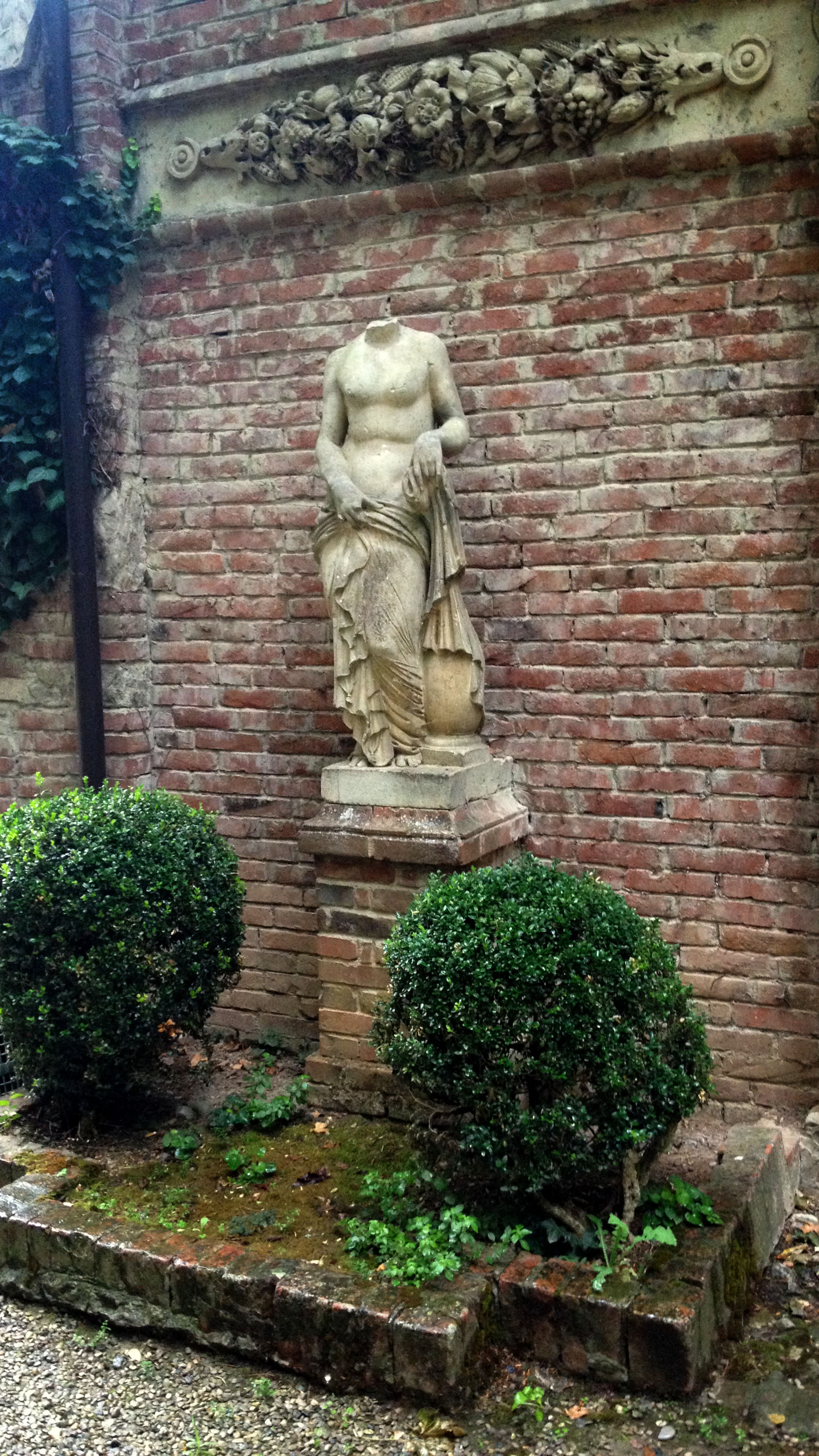
Statue in der Siedlung Grazzano Visconti

In der Nähe der Burg wurde in den ersten Jahren des 20. Jahrhunderts auf Initiative von Giuseppe Visconti di Modrone hin und mit Unterstützung des Architekten Alfredo Campanini eine befestigte Siedlung im neumittelalterlichen Stil vollkommen neu angelegt. Mit Ausnahme der mittelalterlichen Burg und wenigen Häusern aus dem 18. Jahrhundert ist das einzige Gebäude in der Siedlung, das vorher schon existierte, die Pfarrkirche, die den Heiligen Kosmas und Damian geweiht ist, 1650 auf den Grundmauern eines vorherigen Gebäudes spätestens aus dem 13. Jahrhundert errichtet wurde und in der ersten Hälfte des 20. Jahrhunderts nur einige Umbauarbeiten über sich ergehen lassen musste, ohne umfassenden Veränderungen, wie z. B. die Burg, unterzogen worden zu sein.

## Infrastruktur und Verkehr
Die Siedlung Grazzano liegt im Verlauf der ehemaligen Staatsstraße 654 durch das Val Nure.
Seit 1881 gibt es in dem Ort darüber hinaus einen Bahnhof der Tramvia Piacenza-Bettola (dt.: Trambahnlinie Piacenza-Bettola), in dessen Nähe sich auch ein Kohlendepot befindet. 1886 wurde im Zuge der Neuanlage des Zweiges nach Rivergaro ein neuer Bahnhof gebaut, der mit Warteräumen und Rangiergleisen ausgestattet war, von denen eines für den Güterverkehr reserviert war. Der Bahnhof war wegen seiner Funktion ursprünglich das einzige Gebäude der Siedlung mit Fassade an der Straße.
Die Trambahnlinie nach Bettola wurde 1933 durch eine entsprechende Anlage im Zuge der parallelen Ferrovia Piacenza-Bettola (dt.: Eisenbahnlinie Piacenza-Bettola) ersetzt, die von der Società Italiana Ferrovie e Tramvie (dt.: Italienische Eisenbahn- und Trambahngesellschaft) verwaltet wurde, und schließlich 1967 eingestellt. Wie fast alle Gebäude der Siedlung wurde auch der Bahnhof, anders als die anderen Bahnhöfe an der Linie, im neumittelalterlichen Stil erbaut.